# Championnats d'Asie de karaté 2007
Les championnats d'Asie de karaté 2007 ont lieu du 24 au 26 août 2007 à Seremban, en Malaisie. Il s'agit de la huitième édition des championnats d'Asie de karaté seniors organisés par la Fédération asiatique de karaté-do.

## Résultats

### Épreuves individuelles

#### Kata
| Rang | Pays      | Karatéka            |
| ---- | --------- | ------------------- |
| 1    | Japon     | Takashi Katada      |
| 2    | Malaisie  | Ku Jin Keat         |
| 3    | Iran      | Mohsen Ashrafi      |
| 3    | Indonésie | Denies Ibrahim Sani |

| Rang | Pays      | Karatéka      |
| ---- | --------- | ------------- |
| 1    | Japon     | Nao Morooka   |
| 2    | Macao     | Cheung Pui Si |
| 3    | Malaisie  | Lim Lee Lee   |
| 3    | Singapour | Ng Pei Yi     |

#### Kumite

##### Kumitemasculin
| Rang | Pays           | Karatéka              |
| ---- | -------------- | --------------------- |
| 1    | Malaisie       | Puvaneswaran Ramasamy |
| 2    | Viêt Nam       | Pham Hoai Long        |
| 3    | Koweït         | Abdullah Al Mutairi   |
| 3    | Taipei chinois | Cheng-Kang Hsieh      |

| Rang | Pays       | Karatéka             |
| ---- | ---------- | -------------------- |
| 1    | Japon      | Keita Fujimoto       |
| 2    | Koweït     | Sayed Hashim Al Ali  |
| 3    | Kazakhstan | Anuar Barmakbaev     |
| 3    | Brunei     | Md Fadillah Hj Sanif |

| Rang | Pays     | Karatéka           |
| ---- | -------- | ------------------ |
| 1    | Malaisie | Lim Yoke Wai       |
| 2    | Syrie    | Karem Othman       |
| 3    | Koweït   | Abdullah Al Otaibi |
| 3    | Japon    | Takuro Nihei       |

| Rang | Pays            | Karatéka            |
| ---- | --------------- | ------------------- |
| 1    | Iran            | Mansour Hassanbeigy |
| 2    | Viêt Nam        | Bui Viet Bang       |
| 3    | Macao           | Leong Gaspar        |
| 3    | Arabie saoudite | Atteayah Moaudi     |

| Rang | Pays     | Karatéka              |
| ---- | -------- | --------------------- |
| 1    | Iran     | Nader Joudat Aghdam   |
| 2    | Koweït   | Hamad Al Newaeem      |
| 3    | Malaisie | Shaharuddin Jamaludin |
| 3    | Japon    | Ko Matsuhisa          |

| Rang | Pays           | Karatéka       |
| ---- | -------------- | -------------- |
| 1    | Iran           | Maziar Elhami  |
| 2    | Japon          | Satoshi Ibushi |
| 3    | Taipei chinois | Hao-Yun Huang  |
| 3    | Tadjikistan    | Bekov Timur    |

| Rang | Pays     | Karatéka           |
| ---- | -------- | ------------------ |
| 1    | Koweït   | Ahmad Basheer      |
| 2    | Japon    | Ryosuke Shimizu    |
| 3    | Malaisie | Jarvis Anak Julian |
| 3    | Iran     | Ali Assadi         |

| Rang | Pays       | Karatéka             |
| ---- | ---------- | -------------------- |
| 1    | Iran       | Jasem Modamivishkaei |
| 2    | Koweït     | Ahmad Mohammad       |
| 3    | Kazakhstan | Khalid Khalidov      |
| 3    | Syrie      | Mhd Naoras           |

##### Kumiteféminin
| Rang | Pays      | Karatéka                |
| ---- | --------- | ----------------------- |
| 1    | Malaisie  | Vasantha Marial Anthony |
| 2    | Viêt Nam  | Nguyet Anh Vu Thi       |
| 3    | Japon     | Arisa Nishimura         |
| 3    | Indonésie | Martinel Prihastuti     |

| Rang | Pays           | Karatéka         |
| ---- | -------------- | ---------------- |
| 1    | Japon          | Natsuki Fujiwara |
| 2    | Malaisie       | G. Vathana       |
| 3    | Taipei chinois | Ching-Chun Hsu   |
| 3    | Viêt Nam       | Dao Thi Tu Anh   |

| Rang | Pays        | Karatéka           |
| ---- | ----------- | ------------------ |
| 1    | Japon       | Yuka Sato          |
| 2    | Ouzbékistan | Regina Niyazova    |
| 3    | Hong Kong   | Chan Ka Man        |
| 3    | Viêt Nam    | Nguyen Thi Hai Yen |

| Rang | Pays        | Karatéka           |
| ---- | ----------- | ------------------ |
| 1    | Japon       | Ayaka Arai         |
| 2    | Philippines | Cherli Tugday      |
| 3    | Malaisie    | Jamaliah Jamaludin |
| 3    | Kazakhstan  | Aliya Kuanova      |

| Rang | Pays       | Karatéka      |
| ---- | ---------- | ------------- |
| 1    | Malaisie   | G. Yamini     |
| 2    | Kazakhstan | Aliya Kuanova |
| 3    | Chine      | Feng Lanlan   |
| 3    | Thaïlande  | Yanisa T.     |

### Épreuves par équipes

#### Kata
| Rang | Pays     |
| ---- | -------- |
| 1    | Japon    |
| 2    | Malaisie |
| 3    | Koweït   |
| 3    | Viêt Nam |

| Rang | Pays      |
| ---- | --------- |
| 1    | Japon     |
| 2    | Malaisie  |
| 3    | Indonésie |
| 3    | Viêt Nam  |

#### Kumite
| Rang | Pays                |
| ---- | ------------------- |
| 1    | Japon               |
| 2    | Iran                |
| 3    | Émirats arabes unis |
| 3    | Kazakhstan          |

| Rang | Pays           |
| ---- | -------------- |
| 1    | Japon          |
| 2    | Malaisie       |
| 3    | Taipei chinois |
| 3    | Viêt Nam       |

## Tableau des médailles
Un total de 76 médailles ont été attribuées, et vingt nations ont réussi à en remporter au moins une, mais seulement quatre ont gagné au moins une médaille d'or. Le Japon termine largement en tête du tableau des médailles tandis que le pays hôte finit deuxième avec treize podiums.
| Tableau des médailles |                     |    |        |        |       |
| Rang                  | Pays                | Or | Argent | Bronze | Total |
| 1                     | Japon               | 10 | 2      | 3      | 15    |
| 2                     | Malaisie            | 4  | 5      | 4      | 13    |
| 3                     | Iran                | 4  | 1      | 2      | 7     |
| 4                     | Koweït              | 1  | 3      | 3      | 7     |
| 5                     | Viêt Nam            | 0  | 3      | 5      | 8     |
| 6                     | Kazakhstan          | 0  | 1      | 4      | 5     |
| 7                     | Macao               | 0  | 1      | 1      | 2     |
| 7                     | Syrie               | 0  | 1      | 1      | 2     |
| 9                     | Ouzbékistan         | 0  | 1      | 0      | 1     |
| 9                     | Philippines         | 0  | 1      | 0      | 1     |
| 11                    | Taipei chinois      | 0  | 0      | 4      | 4     |
| 12                    | Indonésie           | 0  | 0      | 3      | 3     |
| 13                    | Arabie saoudite     | 0  | 0      | 1      | 1     |
| 13                    | Brunei              | 0  | 0      | 1      | 1     |
| 13                    | Chine               | 0  | 0      | 1      | 1     |
| 13                    | Émirats arabes unis | 0  | 0      | 1      | 1     |
| 13                    | Hong Kong           | 0  | 0      | 1      | 1     |
| 13                    | Singapour           | 0  | 0      | 1      | 1     |
| 13                    | Tadjikistan         | 0  | 0      | 1      | 1     |
| 13                    | Thaïlande           | 0  | 0      | 1      | 1     |